# Pale Waves

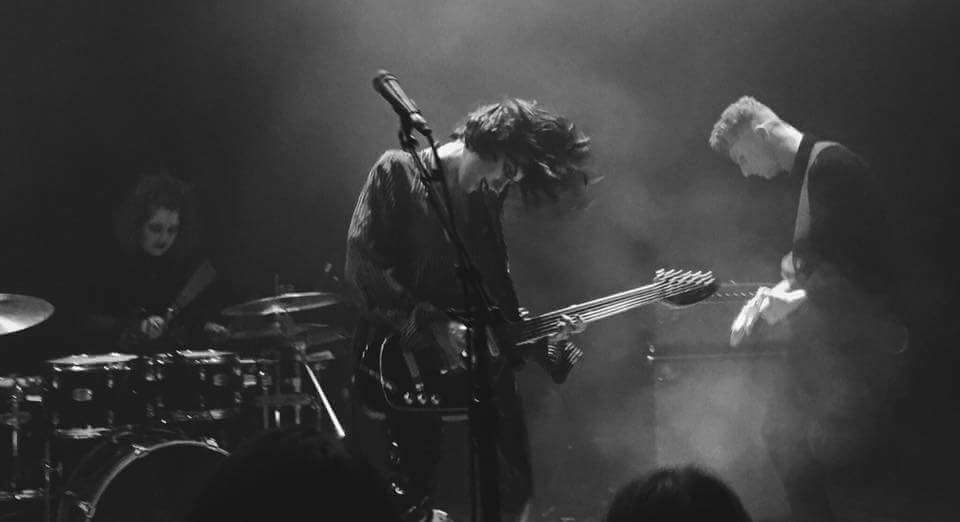
Pale Waves live

Pale Waves é uma banda inglesa de indie pop de Manchester, formada em 2014. Foi fundada originalmente como Creek quando a vocalista e guitarrista Heather Baron-Gracie conheceu a baterista Ciara Doran enquanto cursava a universidade em Manchester. A banda juntou-se ao guitarrista Hugo Silvani e ao baixista Charlie Wood, completando a formação.
Depois de assinar um contrato com a Dirty Hit em 2017, o Pale Waves lançou seu primeiro single "There a Honey", seguido de "Television Romance". No ano seguinte, a banda ficou em quinto lugar na pesquisa da BBC Sound de 2018 e ganhou o NME Under the Radar Award no NME Awards. O EP de estreia do Pale Waves, All the Things I Never Said, foi lançado em fevereiro de 2018. O álbum de estúdio de estréia My Mind Makes Noises foi lançado em 14 de setembro de 2018 e alcançou o número oito na parada de álbuns do Reino Unido.

## História

### 2014-2017: Formação e início de carreira
Originalmente chamado de Creek, Pale Waves se formou em 2014 quando a baterista Ciara Doran conheceu Heather Baron-Gracie enquanto participava do BIMM Manchester. As duas alistaram o segundo guitarrista Ben Bateman e o baixista Ryan Marsden para completar a formação, mas eles partiram da banda logo em seguida, com o atual baixista Charlie Wood e o segundo guitarrista Hugo Silvani os substituindo. A banda gravou demos iniciais com a equipe de produção Sugar House, lançada em 2015, chamando a atenção da gravadora independente Dirty Hit, com a qual eles assinaram em 2017.
O primeiro single da banda, sob Dirty Hit, "There are Honey", foi lançado em 21 de abril de 2017, com grande aclamação.  Em 1 de junho de 2017, a banda fez um show esgotado no Madison Square Garden, apoiando o The 1975 em sua turnê na América do Norte. O segundo single da banda, "Television Romance", foi lançado em 16 de agosto de 2017, com seu videoclipe, dirigido pelo vocalista do The 1975, Matty Healy. Healy apareceu mais tarde na capa da NME com a Heather Baron-Gracie para a edição de 20 de outubro de 2017 da revista. O Pale Waves embarcou em sua primeira turnê norte-americana em novembro e dezembro de 2017, fazendo 21 shows em quatro semanas.
A banda encabeçou a lista da Class of 2018 da revista DIY para sua edição de dezembro / janeiro. Em 7 de novembro de 2017, a banda lançou o single "New Year's Eve",seguido de "My Obsession" em 13 de dezembro de 2017.

### 2018–2019:All the Things I Never SaideMy Mind Makes Noises
Heather Baron-Gracie anunciou em 4 de janeiro de 2018 via Twitter que a banda havia começado a gravar seu álbum de estréia. Em 8 de janeiro, foi anunciado que a banda havia sido classificada em quinto lugar na pesquisa da BBC Sound de 2018. Em entrevista à BBC, Baron-Gracie falou sobre como o álbum de estréia da banda está se moldando e seu tom mais sombrio: "As músicas que lançamos agora são muito influenciadas pelo romance. O álbum é eu falando sobre muitos dos meus problemas mais sombrios. Eu falo sobre muitas coisas que acontecem na minha mente e não no meu coração ". "The Tide", a primeira música escrita pela banda, foi lançada em 1 de fevereiro de 2018 como o terceiro single do então EP de estréia da banda, All the Things I Never Said.
O Pale Waves ganhou o NME Under the Radar Award no NME Awards 2018 e apresentou "There a Honey" na cerimônia da Academia O2 de Brixton, em Londres, em 14 de fevereiro de 2018. A banda também recebeu uma indicação para Melhor Vídeo por "Television Romance", mas perdeu para The Big Moon.
O EP de estreia do Pale Waves, All the Things I Never Said, foi lançado digitalmente em 20 de fevereiro de 2018,, seguido de um lançamento em vinil de 12 polegadas em 16 de março de 2018. Em 6 de abril de 2018, foi anunciado que a banda assinou contrato com a Interscope Records em uma joint venture com a Dirty Hit para lançar músicas nos Estados Unidos. O terceiro single do álbum de estréia da banda, "Kiss", após "There a Honey" e "Television Romance" foi lançado em 15 de maio de 2018. "Noises" foi lançado como o quarto single em 28 de junho de 2018.
Em uma entrevista à revista NME no início de setembro de 2018, a banda revelou que está trabalhando em um novo EP após o álbum de estreia. Heather Baron-Gracie discutiu como o novo EP se inclinará para o "punk pop e rock'n'roll" e abordará temas como política, aceitação e sexualidade. O álbum de estréia da banda, My Mind Makes Noises, foi lançado em 14 de setembro de 2018 e alcançou o número oito na parada de álbuns do Reino Unido.

### 2019–presente: Segundo álbum
Falando à NME durante o Big Weekend da Radio 1 em maio de 2019, Heather Baron-Gracie atualizou o progresso do EP, dizendo que a banda "tinha tantas músicas" e que elas reduziriam o valor para "cinco ou seis faixas" com o restante que "provavelmente irá para o álbum". No entanto, em setembro de 2019, a banda informou que não fará mais um EP, e sim "mergulhando fundo no segundo álbum". Em setembro de 2019, Dirty Hit lançou uma nova música do Pale Waves, Tomorrow, que a NME descreveu como "Shimmering". No início de 2020, o Pale Waves apoiará Halsey em sua Manic World Tour na Europa.

## Estilo musical
Pale Waves tem sido descrito como pop indie, rock indie, synth-pop, e dream pop. A banda citou artistas como The Blue Nile, Prince, The Cranberries e Cocteau Twins como influências. Heather Baron-Gracie declarou: "Eu amo muitos artistas dos anos 80, como Prince e Madonna. 'Purple Rain' é uma das minhas músicas favoritas de todos os tempos. Mas eu amo The Cure. Adoro músicas que oferecem melodias em que você possa cantar a qualquer momento, mesmo quando dentro dessas melodias há coisas que partem seu coração. "

## Membros da Banda

### Membros atuais
- Heather Baron-Gracie - vocais, guitarra rítmica (2014 – presente)
- Ciara Doran - bateria (2014 – presente)
- Hugo Silvani - guitarra, teclado (2015 – presente)
- Charlie Wood - baixo principal, teclado (2015 – presente)

### Ex-membros
- Ben Bateman - guitarra (2014-2015)
- Ryan Marsden - baixo (2014-2015)

## Discografia

### Álbum de Estúdio
| Título               | Detalhes                                                                                               | Posição em Charts | Posição em Charts | Posição em Charts | Posição em Charts | Posição em Charts | Posição em Charts | Posição em Charts | Posição em Charts | Vendas                  |
| Título               | Detalhes                                                                                               | UK                | UK Indie          | IRE               | JPN               | JPN Hot           | SCO               | US Heat           | US Sales          | Vendas                  |
| -------------------- | --- | ----------------- | ----------------- | ----------------- | ----------------- | ----------------- | ----------------- | ----------------- | ----------------- | ----------------------- |
| My Mind Makes Noises | - Lançado: 14 de setembro de 2018 - Gravadora: Dirty Hit - Formatos: CD, LP, cassete, download digital | 8                 | 1                 | 61                | 52                | 63                | 8                 | 1                 | 39                | - UK: 7,110 - US: 3,000 |

### EPs
| Título                      | Detalhes | Posição nos Charts | Posição nos Charts |
| Título                      | Detalhes | UK Phys            | UK Vinyl           |
| --------------------------- | --- | ------------------ | ------------------ |
| All the Things I Never Said | - Lançado: 20 de fevereiro de 2018; - 16 de março de 2018 (12 polegadas) - Gravadora: Dirty Hit - Formatos: Download digital, vinil de 12 polegadas | 1                  | 1                  |

### Singles
| Títulos              | Ano  | Posição nos Charts | Posição nos Charts | Posição nos Charts | Posição nos Charts | Posição nos Charts | Posição nos Charts | Álbum                       |
| Títulos              | Ano  | UK Phys            | UK Vinyl           | BEL (FL)           | BEL (WA)           | JPN                | SCO                | Álbum                       |
| -------------------- | ---- | ------------------ | ------------------ | ------------------ | ------------------ | ------------------ | ------------------ | --------------------------- |
| "There's a Honey"    | 2017 | —                  | —                  | —                  | —                  | —                  | —                  | My Mind Makes Noises        |
| "Television Romance" | 2017 | 2                  | 2                  | —                  | —                  | —                  | 83                 | My Mind Makes Noises        |
| "New Year's Eve"     | 2017 | —                  | —                  | —                  | —                  | —                  | —                  | All the Things I Never Said |
| "My Obsession"       | 2017 | —                  | —                  | —                  | —                  | —                  | —                  | All the Things I Never Said |
| "The Tide"           | 2018 | —                  | —                  | —                  | —                  | —                  | —                  | All the Things I Never Said |
| "Heavenly"           | 2018 | —                  | —                  | —                  | —                  | —                  | —                  | All the Things I Never Said |
| "Kiss"               | 2018 | —                  | —                  | —                  | —                  | —                  | —                  | My Mind Makes Noises        |
| "Noises"             | 2018 | —                  | —                  | —                  | —                  | —                  | —                  | My Mind Makes Noises        |
| "Eighteen"           | 2018 | —                  | —                  | —                  | —                  | 55                 | —                  | My Mind Makes Noises        |
| "Black"              | 2018 | —                  | —                  | —                  | —                  | —                  | —                  | My Mind Makes Noises        |
| "One More Time"      | 2018 | —                  | —                  | —                  | —                  | —                  | —                  | My Mind Makes Noises        |

## Clipes
| Título               | Ano  | Diretor         |
| -------------------- | ---- | --------------- |
| "There's a Honey"    | 2017 | Silent Tapes    |
| "Television Romance" | 2017 | Matty Healy     |
| "New Year's Eve"     | 2017 | Stephen Agnew   |
| "My Obsession"       | 2017 | Stephen Agnew   |
| "The Tide"           | 2018 | Andy Deluca     |
| "Heavenly"           | 2018 | Adam Powell     |
| "Kiss"               | 2018 |                 |
| "Noises"             | 2018 | Gareth Phillips |
| "Eighteen"           | 2018 | Adam Powell     |
| "One More Time"      | 2018 | Sophia + Robert |

## Prêmios e indicações
| Ano  | Organização       | Premiação                   | Trabalho             | Resultado      |
| ---- | ----------------- | --------------------------- | -------------------- | -------------- |
| 2017 | Vevo              | Artists to Watch 2018       | Pale Waves           | Indicada       |
| 2017 | DIY               | Class of 2018               | Pale Waves           | Primeiro Lugar |
| 2018 | Alternative Press | 18 Artists to Watch in 2018 | Pale Waves           | Indicada       |
| 2018 | Clash             | 18 for '18                  | Pale Waves           | Indicada       |
| 2018 | BBC               | Sound of 2018               | Pale Waves           | Quinto Lugar   |
| 2018 | MTV UK            | MTV Brand New 2018          | Pale Waves           | Indicada       |
| 2018 | NME               | The NME 100                 | Pale Waves           | Indicada       |
| 2018 | NME Awards        | Melhor Clipe                | "Television Romance" | Indicada       |
| 2018 | NME Awards        | NME Under the Radar         | Pale Waves           | Ganhou         |